# Nikkel(II)fluoride
Nikkel(II)fluoride is het nikkelzout van waterstoffluoride, met als brutoformule NiF2. De stof komt voor als een groen-geel kristallijn poeder, dat matig tot goed oplosbaar is in water. In tegenstelling tot andere fluoriden is nikkel(II)fluoride stabiel in lucht.

## Synthese
Nikkel(II)fluoride wordt bereid door reactie van nikkel(II)chloride met difluor bij 350°C:
{\displaystyle \mathrm {NiCl_{2}\ +\ F_{2}\longrightarrow \ NiF_{2}\ +\ Cl_{2}} }
Wanneer deze reactie met kobalt(II)chloride zou worden uitgevoerd, dan zou kobalt geoxideerd worden van Co2+ tot Co3+. Dit is bij nikkel(II)chloride niet het geval, omdat de elektronenconfiguratie van Ni3+ minder stabiel is dan Ni2+.

## Toepassingen
Nikkel(II)fluoride wordt onder meer gebruikt als katalysator bij de synthese van chloorpentafluoride.